# Ascophanus
Ascophanus es un género de hongos en la familia Ascobolaceae. El género tiene una amplia distribución (especialmente en zonas templadas), y contiene unas  20 especies, muchas de las cuales crecen sobre estiércol.

## Especies
Entre las especies de este género se cuentan:
Ascophanus bresadolae Boud.

Ascophanus cinerellus (P. Karst.) Speg.

Ascophanus coemansii Boud.

Ascophanus consociatus (Berk. & Broome) W. Phillips

Ascophanus globosopulvinatus (Crossl.) Boud. ex Ramsb.

Ascophanus glumarum (Desm.) Boud.

Ascophanus minutellus (P. Karst.) P. Karst.

Ascophanus minutissimus Boud.

Ascophanus subfuscus (P. Crouan & H. Crouan) Boud.
Fuentes de información: